# جيمس غرين (صحفي)
جيمس غرين (بالإنجليزية: James Green)‏ هو صحفي ومؤرخ أمريكي، ولد في 4 نوفمبر 1944 في أوك بارك في الولايات المتحدة، وتوفي في 23 يونيو 2016 في بوسطن في الولايات المتحدة بسبب ابيضاض الدم.